# Партизанская бригада «Чавдар»
Партизанская бригада «Чавдар» (болг. Партизанска бригада „Чавдар“) — подразделение Народно-освободительной повстанческой армии Болгарии, находившееся в ведении 1-й Софийской повстанческой оперативной зоны. Во время Второй мировой войны одноимённый партизанский отряд, выросший позже до размеров бригады, действовал в районах населённых пунктов Ново-Село, Ботевграда, Пирдопа, Етрополе и Якоруда.

## История

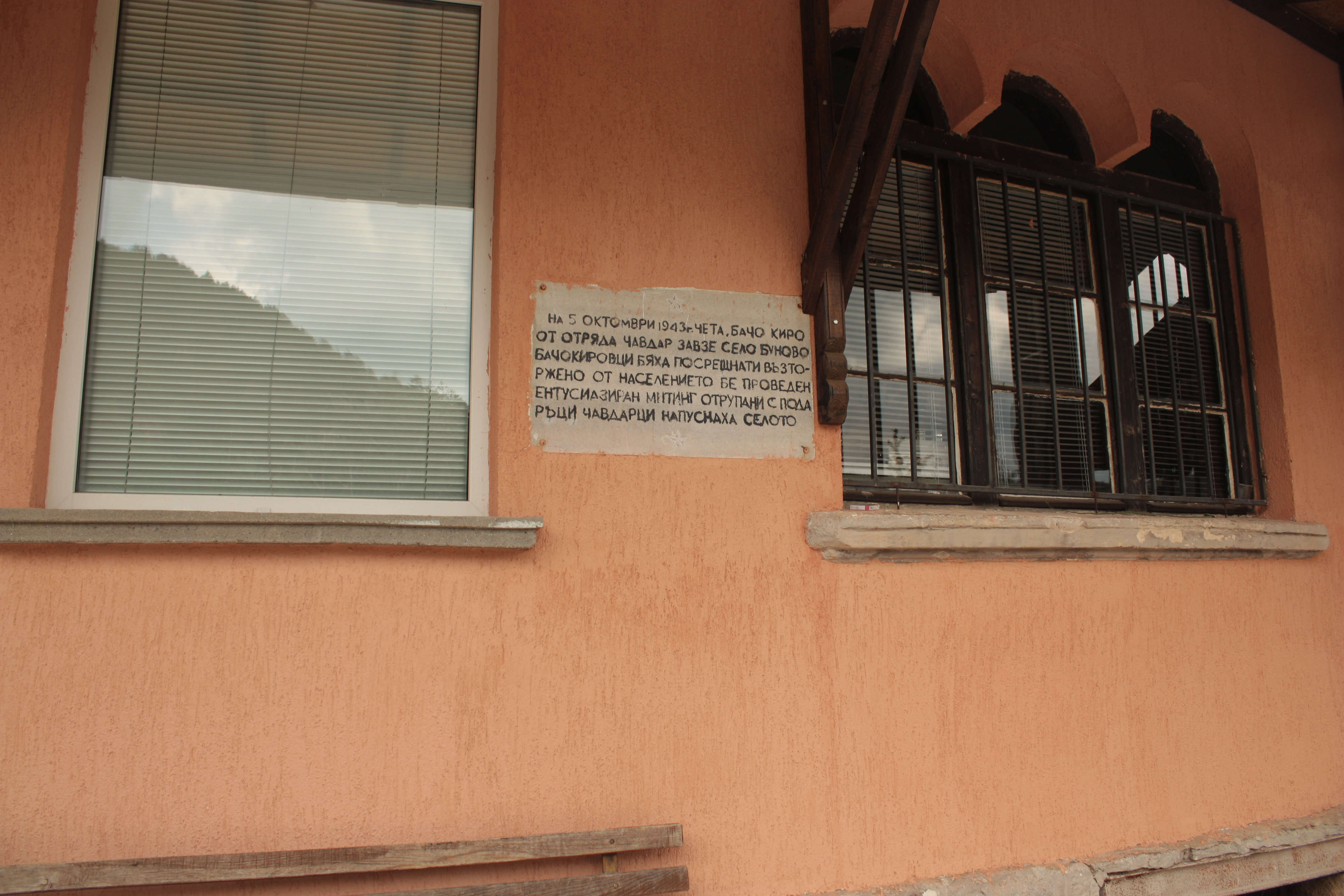
Мемориальная табличка в Буново, увековечивающая память отряда «Чавдар»

Осенью 1941 года в районе вершины Мургаш появилась первая партизанская группа. В сентябре 1942 года на фоне разросшегося партизанского движения и был сформирован партизанский отряд, получивший название «Чавдар». Первым командиром стал Тоне Переновский, политруком отряда Добри Джуров, а заместителем командира Иван Шонев. Отряд делился на роты «Бачо Киро» и «Бойчо Огнянов». В октябре 1943 года руководство отряда на совещании составило план дальнейшей политической и военной деятельности. Уполномоченным от Софийского областного комитета БРП (к) в отряде был Тодор Живков.
До конца 1943 года отряд «Чавдар» провёл ряд атак в районах сёл Буново, Смолско, Радославово (ныне Чавдар) и на пост на перевале Галабец. В декабре 1943 года рота «Бачо Киро» приняла бой в Лопянском лесу против 200 полицейских, разбив их силы. 8 марта 1944 года партизанский отряд «Чавдар» взял под контроль село Кремиковци под Софией. 24 марта 1944 года отряд «Чавдар» и Панагюрский отряд имени Георгия Бенковского взяли город Копривштица. Все эти действия отрядов стали предметом для обсуждения Регентским советом, которое проводилось на основе доклада министра внутренних дел Дочо Христова. Члены совета Богдан Филов и Никола Михов констатировлаи сосредоточение партизанских сил около столицы и определили меры противодействия партизанам со стороны армии, жандармерии и общественности. Действия отряда попали и в поле зрения германской разведки в Болгарии, которая отметила масштаб деятельности партизан во время сражений за Кремиковци и Копривштицу.
К апрелю 1944 года отряд насчитывал 437 человек, а вскоре он был преобразован в бригаду из трёх дружин под названием «Чавдар». Её командиром стал Добри Джуров, должность помощника командира занял Димитр Кирков, политрука — Стамо Керезов. 26 апреля 1944 года 1-я и 3-я дружины разграбили оружейные склады на станции в селе Саранци, заполучив оружие для партизан. 3-я дружина была переброшена в Родопы, где проводила акции в селе Сестримо и на станции в городе Якоруда, а вскоре разрослась до батальона. В самой бригаде был сформирован новый Теренский батальон.
3 мая 1944 года 1-я и 2-я дружины бригады «Чавдар» дали бой при Елешницком монастыре. В мае и июне 1944 года две дружины оказались в кольце окружения, созданном силами частей болгарской армии, полиции и жандармерии из Враци, Плевена и Софии. В ходе боёв партизаны понесли огромные потери убитыми, но смогли прорвать кольцо окружения. Остатки двух дружин ушли в батальон имени Христо Ботева, продолжив боевые действия в деревнях Сеславци, Кремиковци и Ботунец. 3-й батальон стал основой для формирования 4-й Софийской повстанческой бригады.
9 сентября 1944 года бригада «Чавдар» участвовала в установлении власти Отечественного фронта в городе София и ряде регионов.
Маршем партизанского отряда (позже бригады) «Чавдар» была песня По гори и по балкани вред до родната страна, созданная на мелодию песни «По долинам и по взгорьям».

## Известные бойцы бригады
- Веселин Андреев
- Христо Ганев[8]
- Здравко Георгиев
- Давид Елазар, командир роты «Бойчо Огнянов»[9]
- Эрмине Разградлян, боец роты «Бойчо Огнянов»[10]
- Димитр Станишев
- Виолета Якова[11]